# Koninklijke Theodorus Niemeyer BV
Koninklijke Theodorus Niemeyer BV was een tabaksfabrikant uit de Nederlandse stad Groningen. Het bedrijf maakte deel uit van British American Tobacco (BAT).

## Geschiedenis
Niemeyer BV is lange tijd een familiebedrijf geweest, voortvloeiend uit een handel in koloniale waren. Deze handel werd opgericht door Meindert Niemeijer op 25 maart 1819. De handel lag toen net buiten de stad en verkocht producten uit de koloniën, waaronder tabak. De handel in tabak onder het merk 'het Wapen van Rotterdam' werd uitgebreid met de productie van tabak. Productie en verkoop van kerftabak waren zo in een hand. Nadat zoon Theodorus Niemeijer op 27 juni 1848 het bedrijf van zijn vader had overgenomen begon het bedrijf naast de productie onder eigen merk met het produceren voor andere bedrijven. Voorbeelden hiervan zijn 'de Bijenkorf' en 'de Tabakshandel'. Tevens begon het bedrijf met de productie van koffie en thee.
Tijdens de grote depressie in 1932/1933 stopte het bedrijf met de productie van sigaretten. De fabrieksruimten werden benut voor de productie van koffie en thee. Het bedrijf kwam de Tweede Wereldoorlog door met het vervaardigen van surrogaatkoffie en theesurrogaat onder de naam Savora.
In de twintigste eeuw groeide het bedrijf aanvankelijk flink. Het nam verschillende tabaksfabrikanten in de stad Groningen over, waaronder F. Lieftinck, en betrad ook de internationale markten. Ten gevolge van de grote concurrentie van Douwe Egberts moest het bedrijf in de jaren 1960 de koffie- en theeverkoop afstoten. Niemeyer produceerde tabak onder het merk Samson. Bij het 150-jarig bestaan, in 1969, kreeg het bedrijf het predicaat Koninklijk.
Tot 1990 was het bedrijf zelfstandig. In dat jaar ging het bedrijf op in de internationale Rothmans Groep. Vervolgens fuseerde de Rothmans Groep in 1999 met British American Tobacco. De Koninklijke Theodorus Niemeyer BV werd onderdeel van het laatstgenoemde concern. De fabriek bleef in Groningen gevestigd tot ze in 2022 werd gesloten.

### Tabaksmuseum

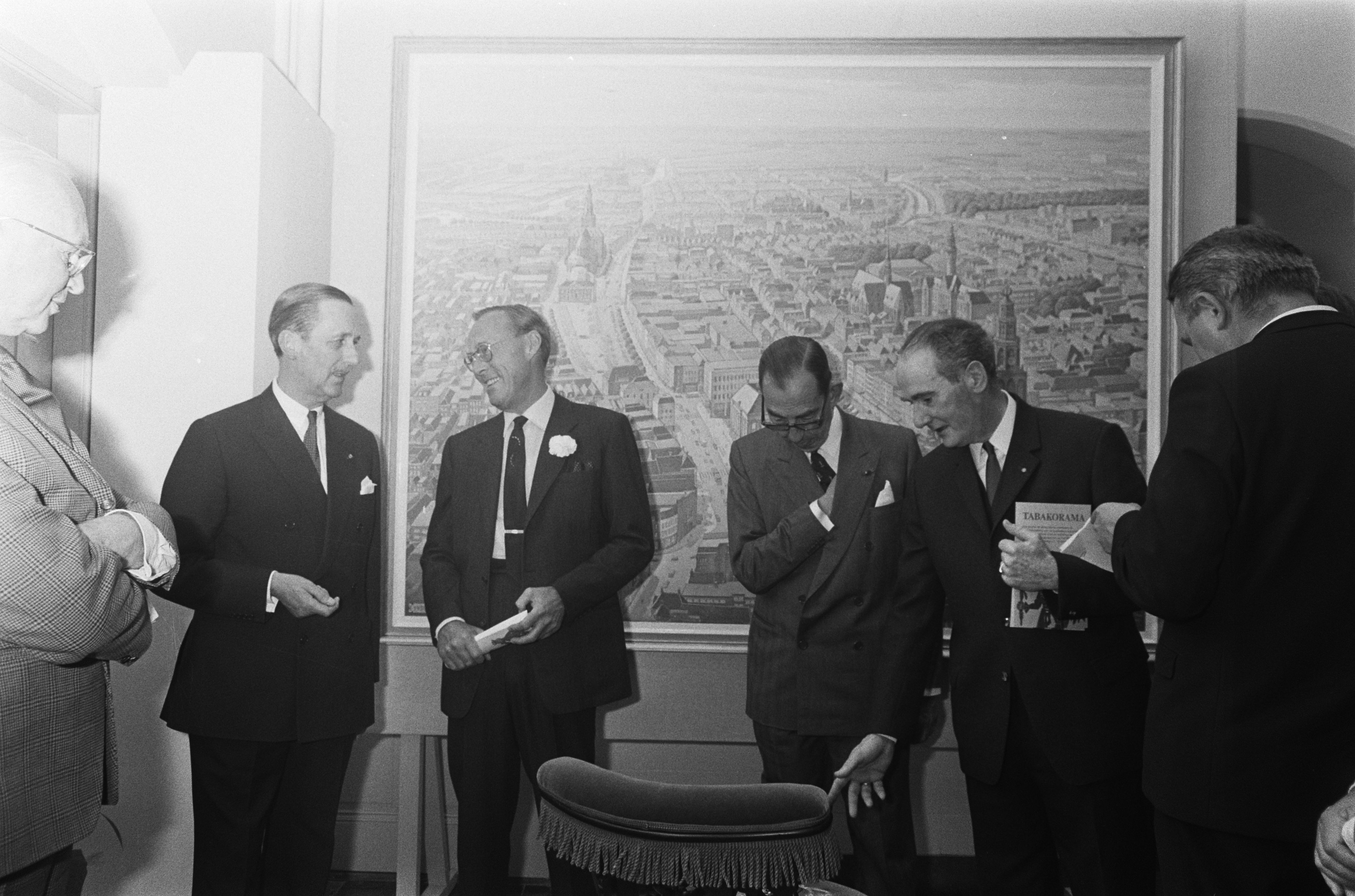
Prins Bernhard wordt ontvangen bij het 150-jarig bestaan in 1969

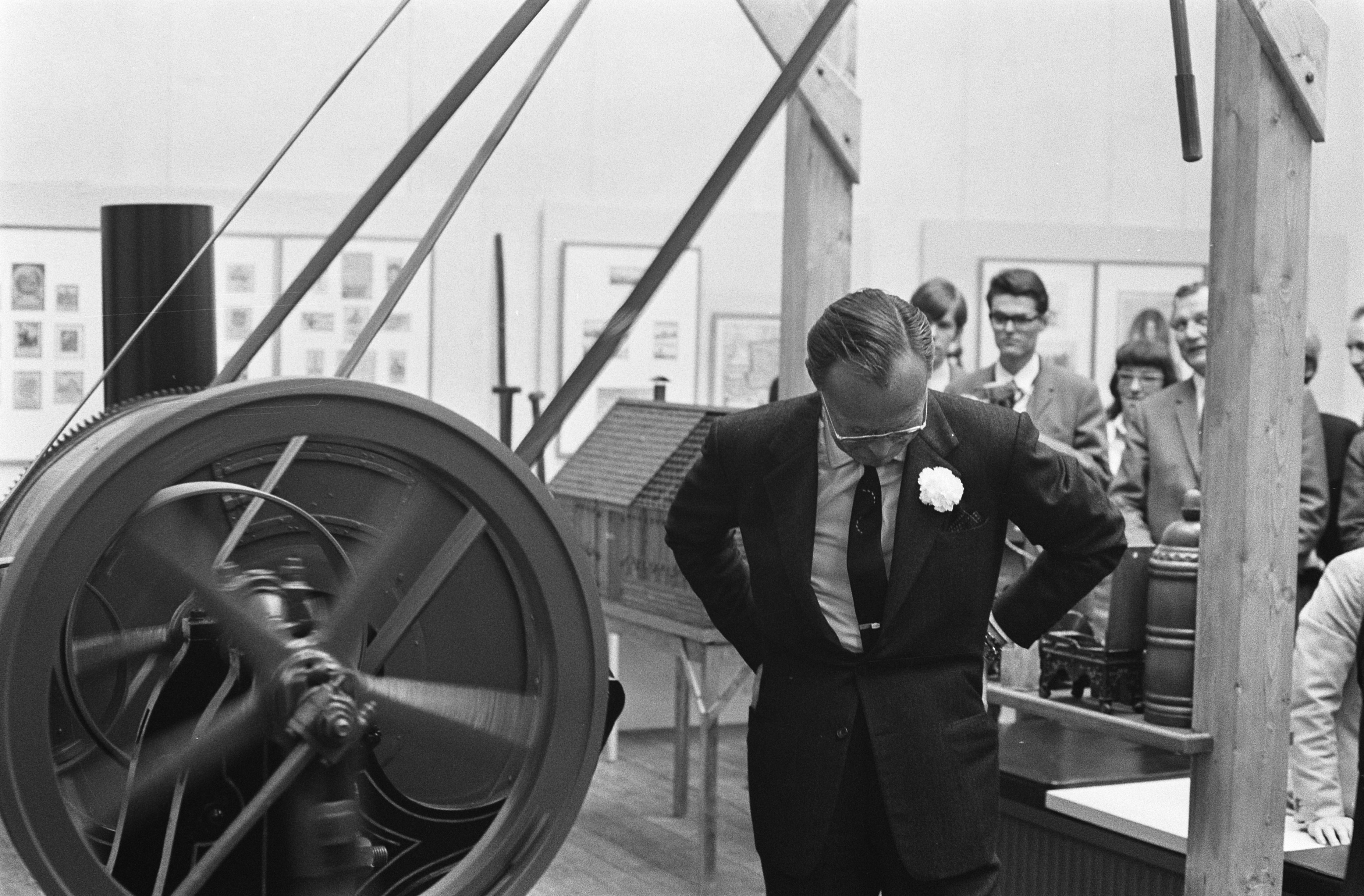
Fabriekshal met tentoonstelling

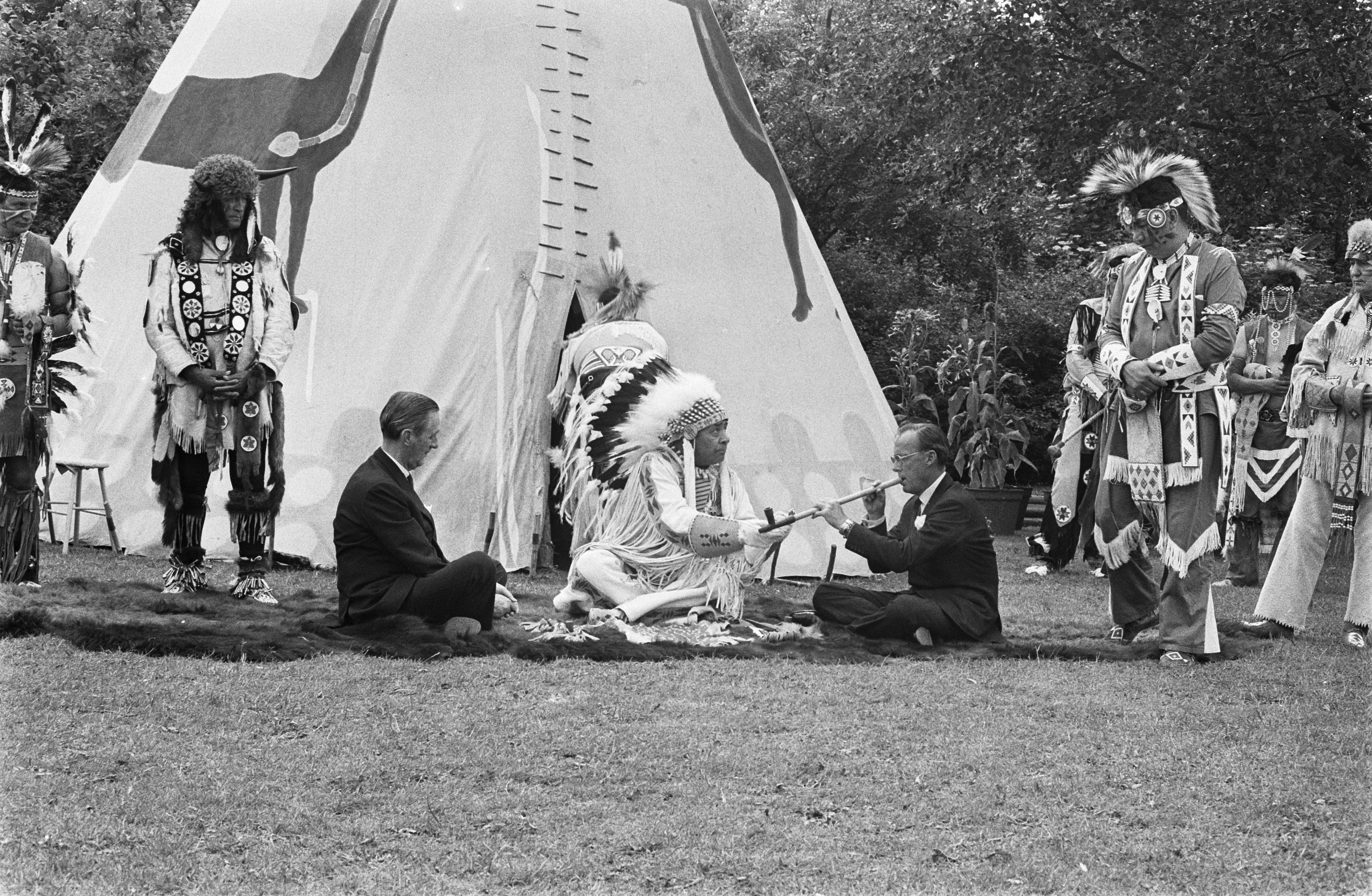
Canadese Indianen roken een vredespijp met de prins, jubileumviering 1969

Tot 1 januari 2011 kende Groningen het Niemeyer Tabaksmuseum als onderdeel van het Noordelijk Scheepvaartmuseum. Dit museum was eerder -van 1964 tot 1975- gevestigd in Amsterdam. Niemeyer en/of BAT besloot tot sluiting omdat een museale presentie van het gebruik van middelen die slecht zijn voor de gezondheid niet meer paste in het beleid van het bedrijf. Zonder financiële bijdrage van Niemeyer was het financieel onmogelijk om het museum open te houden. De verzameling is ontmanteld: museumstukken die in bruikleen waren van derden of in het verleden geschonken waren, worden zo veel mogelijk geretourneerd naar hen, een deel blijft in de basiscollectie van het Noordelijk Scheepvaartmuseum of gaat naar andere musea, het merendeel van wat nog restte is vervolgens verkocht op een veiling bij veilinghuis Christie's en een aantal stukken wordt bewaard in de archieven van het Scheepvaartmuseum voor het nageslacht.

## Plakboeken en plaatjesalbums
Niemeijer heeft 17 verschillende plakboeken en plaatjesalbums uitgegeven, waarvan de plaatjes los werden verstrekt bij de verkoop van de koffie en thee (3 albums) en bij de tabak (11 albums; 1922-1933, met ontbreken van 1930 vanwege de Crisis). Na 1959 verschenen er ook Samson-plakboekjes en sportboeken.
Plaatjesalbums in dunne uitgave en slappe kaft waren:
- Dwars door Europa per motorboot (1922)
- Mooi Zwitserland (1923)
- Naar het land der Middernachtszon (Scandinavië) (1924)
- Naar de Middellandsche zee (1925)
- Amerika (1926)
- Nederlandsch Indië (1927)
- Japan en China (1928)
- Hoe ontstaat onze Courant? (1929)[7]
- De schatten der aarde - Eerste afdeeling (Steenkolen en zout) (1931)
- De schatten der aarde - Tweede afdeeling (Ertsen en metalen) (1932)
- De gilde viert (1933)
- De Bonte Wereld 1 (1935) (deel 2 is nooit uitgebracht)

Albums met harde kaft, verschenen na de Tweede Wereldoorlog:
- Vliegende Vleugels (1947-1948 in verscheidene drukken)
- Vliegende Vleugels II (1949-1950 in verscheidene drukken)

In 1958/1959 werden vier stripboekjes van Marten Toonder uitgegeven:
- Tom Poes en de Kniphoed (1958)
- Tom Poes en het Tijddeurtje (1958)
- Tom Poes en het Slaagsysteem (1958)
- Tom Poes en de Achtgever (1959)

Deze boekjes konden worden gespaard door de "kopjes" op de koffie- en theeverpakkingen uit te knippen.
In 1959 volgden plakboekjes voor sluitzegels van de Samson-shag:
- 100 vlaggen van scheepvaartmaatschappijen
- Onze voetbalclubs - 78 emblemen Nederlandse voetbalclubs
- 100 labeltjes Sport en Spel (klein album, stijve kaft)

In 1960 volgde een heruitgave van Onze voetbalclubs met 78 emblemen van Nederlandse voetbalclubs en met uitbreiding tot 200 met binnen- en buitenlandse clubs onder de titel Plakboek voor 200 nationale en internationale voetbalclubemblemen, gevolgd door uitbreidingen tot 260 en 300 clubs. In 1965 volgde als laatste verzameluitgave 100 sluitzegels over auto's op een slap verzamelblad: Plakgids.
Er zijn vanaf 1964 nog diverse sportboeken uitgegeven onder het Samson-label over de KNVB, Tour de France en voetbalcompetities.

## Producten en merken

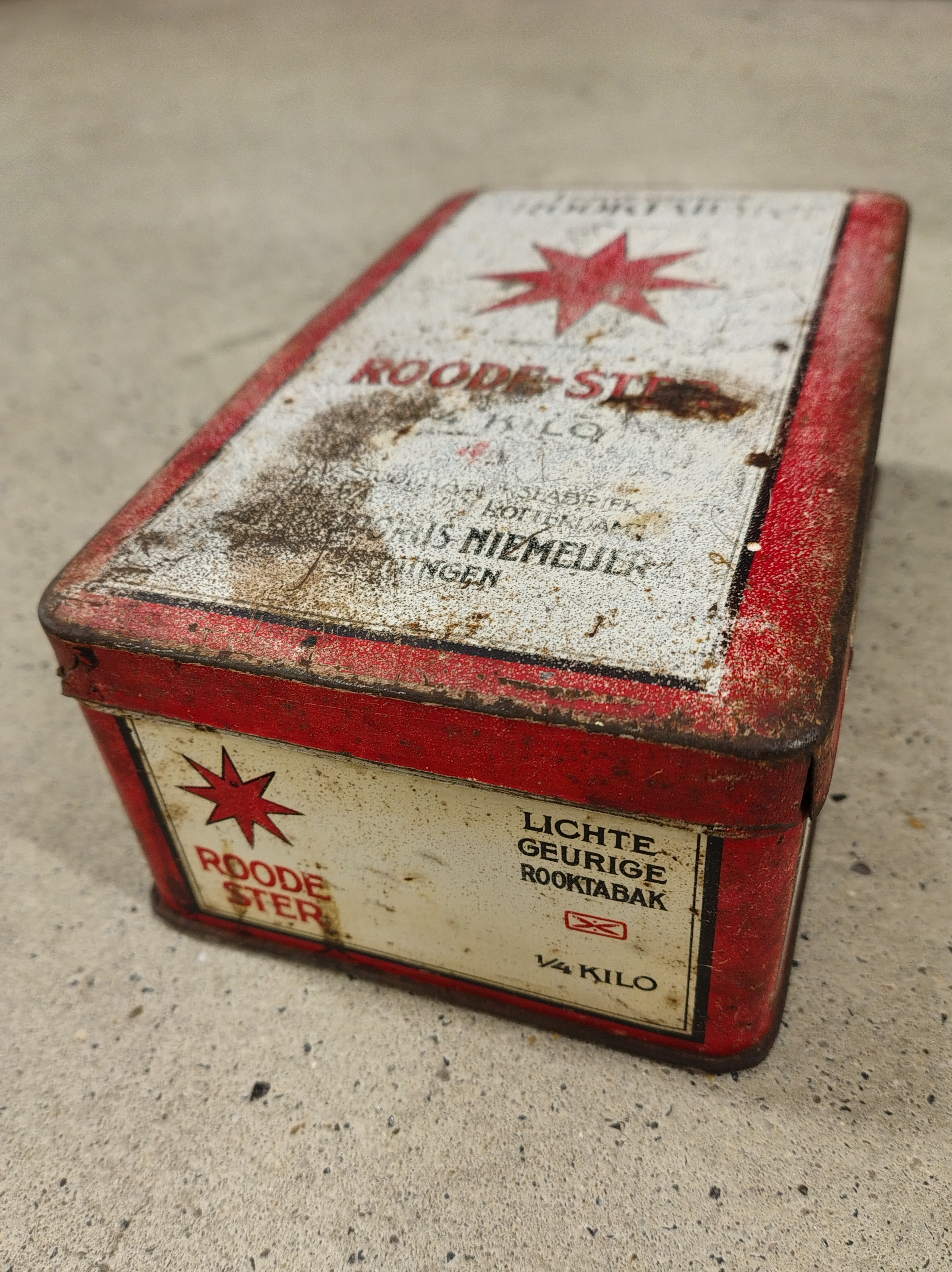
Roode Ster pijptabaksdoos (1/4 kg)

Koninklijke Theodorus Niemeyer BV produceerde een breed scala aan merken. Hieronder zijn deze merken weergegeven:
- Sigaretten: Roxy, Gold Star.
- Shag: Samson, Pall Mall Export, Javaanse Jongens, Schwarzer Krauser, Jakobs, Caballero Mild, Twin, Canuma, Gruno, Hoboken, 50 Miles, American Star, Dragon Special, Sterling, El Rey Mild, Goldstar, Bizon, Cutters Choice
- Sigaren: Schimmelpenninck, Corps Diplomatique, Westpoint, Javai, Don Pablo, Dunhill
- Pijptabak: Sail Troost, Neptune, Voortrekker, Clan, Art Enjoy, Dunhill, Royal Mixture, Indian Summer, Schippers, Captain Black, Stanwell, Erinmore, Edgeworth, Danske Club, Blanke Baai, Roode Ster, Flying Dutchman, Niemeyer